# تور إينغار ياكوبسن
تور إينغار ياكوبسن (بالنرويجية البوكمول: Tor Ingar Jakobsen)‏ هو ملحن نرويجي، ولد في 15 أغسطس 1973 في يوفيك في النرويج.